# Campeonato Pernambucano de Futebol de 2023 - Série A2
O Campeonato Pernambucano de Futebol - Série A2 de 2023 ou  ou Pernambucano Betnacional - Série A2 2023 por motivos de patrocínio, foi a 30.ª edição da segunda divisão de futebol profissional entre clubes de futebol do estado de Pernambuco desde 1995. Apenas o campeão conquistará o acesso para disputar o Campeonato Pernambucano de Futebol de 2024, enquanto as três últimas equipes serão rebaixadas para o Campeonato Pernambucano de Futebol de 2024 - Série A3.
Clubes entram em acordo com a Federação Pernambucana de Futebol e anulou os arbitrais que já tinham definido o regulamento da competição com apenas 12 equipes e a criação da terceira divisão.
Equipes aguardam homologação dos processos para marcação de novo arbitral para definir o regulamento da segunda divisão do Campeonato Pernambucano de 2023.
Após decisão do Superior Tribunal de Justiça Desportiva, que derrubou o mandado de segurança dos clubes e jogou a responsabilidade para a Federação Pernambucana de Futebol (FPF-PE), a instituição marcou um novo arbitral da Série A2 e retomou a discussão da criação da terceira divisão já nesta temporada.

## Regulamento
A competição será disputada por 12 clubes no sistema de pontos corridos em turno único (os clubes jogam entre si uma única vez). Sendo declarado campeão o clube que obtiver o maior número de pontos após as 11 rodadas. Ao final, o primeiro clube ascende para o Campeonato Pernambucano de Futebol de 2024, enquanto que os três últimos serão rebaixados para o Campeonato Pernambucano de Futebol de 2024 - Série A3.

### Critérios de desempate
Em caso de empate por pontos entre dois ou mais clubes, os critérios de desempate foram aplicados na seguinte ordem:
1. Número de vitórias;
2. Saldo de gols;
3. Gols pró (marcados);
4. Menor número de cartões vermelhos;
5. Menor número de cartões amarelos;
6. Sorteio.

## Equipes participantes
Antes do início da competição, no dia 11 de setembro, Belo Jardim e Caruaru City anunciaram sua desistência da competição, com o último alegando "demora e a indefinição jurídica atrapalharam o planejamento". Eles foram substituídos pelo Jaguar e 1° de Maio.
| Baixa | Equipes rebaixadas da Série A1 de 2023 |

## Classificação
| Pos | Equipe                | Pts | J  | V  | E | D | GP | GC | SG  | Classificado                           |
| --- | --------------------- | --- | -- | -- | - | - | -- | -- | --- | -------------------------------------- |
| 1   | Afogados              | 31  | 11 | 10 | 1 | 0 | 28 | 4  | +24 | Campeão e promovido à Série A1 de 2024 |
| 2   | Vitória das Tabocas   | 27  | 11 | 9  | 0 | 2 | 36 | 10 | +26 |                                        |
| 3   | Flamengo de Arcoverde | 27  | 11 | 9  | 0 | 2 | 27 | 8  | +19 |                                        |
| 4   | Decisão Sertânia      | 21  | 11 | 7  | 0 | 4 | 16 | 10 | +6  |                                        |
| 5   | Vera Cruz             | 20  | 11 | 6  | 2 | 3 | 31 | 19 | +12 |                                        |
| 6   | Íbis                  | 15  | 11 | 4  | 3 | 4 | 19 | 23 | −4  |                                        |
| 7   | Torres                | 13  | 11 | 4  | 1 | 6 | 14 | 17 | −3  |                                        |
| 8   | Jaguar                | 10  | 11 | 3  | 1 | 7 | 13 | 24 | −11 |                                        |
| 9   | Atlético Pernambucano | 9   | 11 | 2  | 3 | 6 | 10 | 15 | −5  |                                        |
| 10  | Centro Limoeirense    | 7   | 11 | 2  | 1 | 8 | 10 | 26 | −16 | Rebaixados à Série A3 de 2024          |
| 11  | 1° de Maio            | 5   | 11 | 1  | 2 | 8 | 11 | 31 | −20 | Rebaixados à Série A3 de 2024          |
| 12  | Ferroviário do Cabo   | 5   | 11 | 1  | 2 | 8 | 9  | 37 | −28 | Rebaixados à Série A3 de 2024          |

## Confrontos
| Mandante \ Visitante  | MAI | AFO | APE | CAT | CLI | DSE | FER | FLA | IBI | JAG | VCR | VTA  |
| --------------------- | --- | --- | --- | --- | --- | --- | --- | --- | --- | --- | --- | ---- |
| 1° de Maio            | —   | 0–4 | 1–2 | —   | —   | 1–2 | —   | 0–1 | 2–2 | —   | —   | —    |
| Afogados              | —   | —   | —   | 2–1 | —   | 2–0 | 4–0 | 1–0 | 1–1 | —   | 3–1 | —    |
| Atlético Pernambucano | —   | 1–2 | —   | —   | 0–0 | —   | 2–2 | 0–1 | —   | —   | 1–2 | 0–1  |
| Torres                | 3–1 | —   | 1–0 | —   | —   | —   | 2–0 | —   | 1–2 | 2–3 | —   | —    |
| Centro Limoeirense    | 1–3 | 0–3 | —   | 1–2 | —   | 0–1 | —   | —   | —   | —   | —   | 0–5  |
| Decisão Sertânia      | —   | —   | 1–2 | 2–1 | —   | —   | —   | —   | 1–0 | 2–0 | 2–0 | —    |
| Ferroviário do Cabo   | 2–2 | —   | —   | —   | 0–2 | 0–3 | —   | —   | —   | 1–0 | 2–4 | 0–6  |
| Flamengo de Arcoverde | —   | —   | —   | 4–0 | 2–0 | 2–1 | 7–1 | —   | —   | —   | 4–2 | —    |
| Íbis                  | —   | —   | 2–0 | —   | 2–3 | —   | 5–1 | 0–2 | —   | 2–0 | —   | 1–10 |
| Jaguar                | 3–0 | 0–4 | 2–2 | —   | 3–2 | —   | —   | 0–3 | —   | —   | —   | —    |
| Vera Cruz             | 9–1 | —   | —   | 0–0 | 5–1 | —   | —   | —   | 2–2 | 3–1 | —   | 3–2  |
| Vitória das Tabocas   | 2–0 | 0–2 | —   | 2–1 | —   | 2–1 | —   | 3–1 | —   | 3–1 | —   | —    |

## Desempenho por rodada
Posições de cada clube por rodada:
| Rodada ↓ | MAI | AFO | APE | CAT | CLI | DSE | FER | FLA | IBI | JAG | VCR | VTA |
| -------- | --- | --- | --- | --- | --- | --- | --- | --- | --- | --- | --- | --- |
| 1ª       | 8   | 1   | 9   | 7   | 10  | 3   | 12  | 4   | 2   | 11  | 6   | 5   |
| 2ª       | 10  | 1   | 9   | 5   | 6   | 4   | 12  | 2   | 7   | 11  | 8   | 3   |
| 3ª       | 11  | 1   | 10  | 7   | 9   | 3   | 12  | 5   | 4   | 8   | 6   | 2   |
| 4ª       | 10  | 1   | 11  | 6   | 9   | 3   | 12  | 4   | 5   | 8   | 7   | 2   |
| 5ª       | 12  | 1   | 11  | 7   | 8   | 4   | 10  | 3   | 6   | 9   | 5   | 2   |
| 6ª       | 12  | 2   | 11  | 7   | 8   | 4   | 10  | 3   | 6   | 9   | 5   | 1   |
| 7ª       | 12  | 1   | 11  | 7   | 9   | 4   | 10  | 3   | 6   | 8   | 5   | 2   |
| 8ª       | 12  | 1   | 10  | 7   | 9   | 4   | 11  | 2   | 6   | 8   | 5   | 3   |
| 9ª       | 12  | 1   | 10  | 7   | 9   | 4   | 11  | 3   | 6   | 8   | 5   | 2   |
| 10ª      | 12  | 1   | 10  | 7   | 9   | 4   | 11  | 3   | 6   | 8   | 5   | 2   |
| 11ª      | 11  | 1   | 9   | 7   | 10  | 4   | 12  | 3   | 6   | 8   | 5   | 2   |
| Rodada ↑ | MAI | AFO | APE | CAT | CLI | DSE | FER | FLA | IBI | JAG | VCR | VTA |

| Líder e promovido à Série A1 de 2024 Zona de rebaixamento à Série A3 de 2024 |

## Estatísticas

### Premiação
| Campeonato Pernambucano de Futebol de 2023 - Série A2 |
| ----------------------------------------------------- |
| Afogados Campeão (1° título)                          |

| Vice-campeão:       | Terceiro colocado:    | Quarto colocado: | Artilheiro: |
| ------------------- | --------------------- | ---------------- | ----------- |
| Vitória das Tabocas | Flamengo de Arcoverde | Decisão Sertânia |             |

### Artilharia
Atualizado em  13 de novembro de 2023.
| Pos. | Jogador          | Equipe                | Gols |
| ---- | ---------------- | --------------------- | ---- |
| 1º   | Renato           | Vera Cruz             | 17   |
| 2º   | Diego Ceará      | Afogados              | 10   |
| 3º   | Yuri Martins     | Flamengo de Arcoverde | 9    |
| 4º   | Matheus Lagoa    | Vitória das Tabocas   | 7    |
| 4º   | Paulinho         | Vitória das Tabocas   | 7    |
| 6º   | Flávio Souza     | Vitória das Tabocas   | 6    |
| 6º   | Jailton          | Íbis                  | 6    |
| 6º   | Lucas Santos     | 1° de Maio            | 6    |
| 9º   | Romário          | Vera Cruz             | 5    |
| 10º  | Anderson Brito   | Torres                | 4    |
| 10º  | Danilo Bala      | Flamengo de Arcoverde | 4    |
| 10º  | Doda             | Afogados              | 4    |
| 10º  | Italo            | Ferroviário do Cabo   | 4    |
| 10º  | Felipe José      | Jaguar                | 4    |
| 10º  | Pedro Maycon     | Vera Cruz             | 4    |
| 10º  | Vinicius Gabriel | Atlético Pernambucano | 4    |

## Mudanças de técnicos
| Clube      | Antecessor         | Data         | Última partida                       | Rod | Pos | Sucessor         | Ref.   |
| ---------- | ------------------ | ------------ | ------------------------------------ | --- | --- | ---------------- | ------ |
| 1° de Maio | Wesley Paulistinha | 7 de outubro | 1° de Maio 1–0 Flamengo de Arcoverde | 1ª  | 2º  | Rogério Oliveira | [ 17 ] |